# Prosper Alfaric
Prosper Alfaric (Livinhac-le-Haut, 21 maggio 1876 – Parigi, 28 marzo 1955) è stato uno storico delle religioni francese.

## Biografia
Figlio di un modesto agricoltore, studiò prima al seminario di Rodez e poi al seminario di San Sulpizio a Parigi. Ordinato diacono, nel 1898 insegnò filosofia al seminario di Bayeux. Ordinato prete sulpiziano nel 1899, insegnò filosofia nel seminario di Bordeaux e dogmatica nel seminario di Albi. Giudicato un religioso di grande avvenire, perse gradualmente la fede per ragioni intellettuali. Entrato definitivamente in crisi a seguito dell'enciclica Pascendi contro il modernismo teologico e della successiva scomunica di Alfred Loisy, nel 1910 lasciò la Chiesa. Nel 1912 divenne insegnante al Lycée Chaptal a Parigi. Nel 1914 sposò un'impiegata delle poste, da cui ebbe due figli. Nel 1918 conseguì il dottorato all'università La Sorbona e dal 1919 insegnò storia delle religioni a Strasburgo. Aderì alla teoria sul mito di Gesù e nel 1932, insieme a Paul-Louis Couchoud e Albert Bayet, pubblicò sul tema un libro, per cui fu scomunicato nel gennaio del 1933. Nel 1945 si ritirò dall'insegnamento e si stabilì a Parigi.

## Opere
- Les écritures manichéennes (1918)
- L'évolution intellectuel de saint Augustin: du manichéisme au néoplatonisme (1918)
- Pour comprendre la vie de Jésus, Examen critique de l`évangile selon Marc, éd. Rieder, Paris, 1929
- Jésus a-t-il existé ?, 1932
- Les manuscrits de la "Vie de Jesus" d'Ernest Renan, éd. Les Belles Lettres, Publications de la faculté des Lettres de l’université de Strasbourg, 1939
- Comment s’est formé le mythe du Christ?, Les Cahiers Rationalistes, 1947
- Le problème de Jésus, éd. Cercle Ernest Renan, 1954
- Les origines du culte de Marie, éd. Cercle Ernest Renan, 1954
- De la foi à la raison, Publications de l’Union Rationaliste, 1955
- A l'école de la raison: études sur les origines chrétiennes , Publications de l’Union Rationaliste , 1959
- Origines sociales du christianisme, Publications de l’Union Rationaliste, 1959
- Jésus a-t-il existé ?, prefazione di Michel Onfray, éd. Coda, 2005. Riedizione comprendente Jésus a-t-il existé ? del 1932, Comment s’est formé le mythe du Christ ? del 1947 e Le problème de Jésus del 1954.

## Onorificenze
- Cavaliere della Legion d'onore (1934)